# Severny zavoz
De severny zavoz (Russisch: северный завоз; "noordelijke aanvoer") is de verzamelbenaming voor een aantal maatregelen die de Russische overheid elk jaar neemt om ervoor te zorgen dat alle gebieden in het Hoge Noorden (Krajny Sever) van Siberië, het Russische Verre Oosten en Europees Rusland worden voorzien van basisgoederen tegen het intreden van het winterseizoen. De belangrijkste hiervan zijn voedingsmiddelen en brandstof. De bevoorrading vindt meestal plaats per vliegtuig of helikopter, maar ook per boten over de rivieren en zeeën, zoals over de Noordelijke Zeeroute en soms middels vrachtwagens over winterwegen.
De severny zavoz is opgezet om drie redenen:
- veel plekken in het Uiterste Noorden hebben geen eigen faciliteiten voor het produceren van industriële goederen en veel landbouwproducten;
- de afstand van deze plekken tot belangrijke industriegebieden bedraagt vaak duizenden kilometers, wat een grote belemmering opwerpt voor private ondernemers om deze functie zelfs in de zomermaanden te vervullen - vaak kost het (veel) meer dan dat het oplevert;
- de volledige afwezigheid van infrastructuur, afgezien van lucht- en zeeverbindingen op de meeste plekken in het Uiterste Noorden.

Daarbij is een vaak gehoorde reden dat de extreme klimatologische omstandigheden in het Uiterste Noorden een grote barrière opwerpen om de bevoorrading uit te voeren.
Om deze redenen is een systeem opgezet waarbij goederen centraal worden ingekocht in zuidelijker gelegen regio's van Rusland en gezamenlijk worden vervoerd naar plekken in het Uiterste Noorden. Dit systeem werd opgezet als overheidstaak ten tijde van de Sovjet-Unie en wordt voortgezet in het huidige Rusland. In de jaren 1990 stond het systeem onder grote druk door een enorme stijging van de voedsel- en brandstofprijzen en enorme betalingsachterstanden van vele overheidsbedrijven als gevolg van de perestrojka. In het crisisjaar 1998 kwamen bijvoorbeeld in Kamtsjatka duizenden mensen tijdens de koude winter tijdelijk zonder diesel en daarmee zonder warmte te zitten.
De severny zavoz wordt bekostigd uit het federale budget en valt onder verantwoordelijkheid van de regionale en lokale autoriteiten. De omvang van de severny zavoz wordt traditioneel weergegeven in termen van geld en niet in termen van verrichte werkzaamheden. De kosten zijn hoog: In het jaar 2000 bijvoorbeeld 4,45 miljard roebel. Het is dan ook een terugkerend onderwerp van discussie binnen Rusland.